# Hyrrokkin

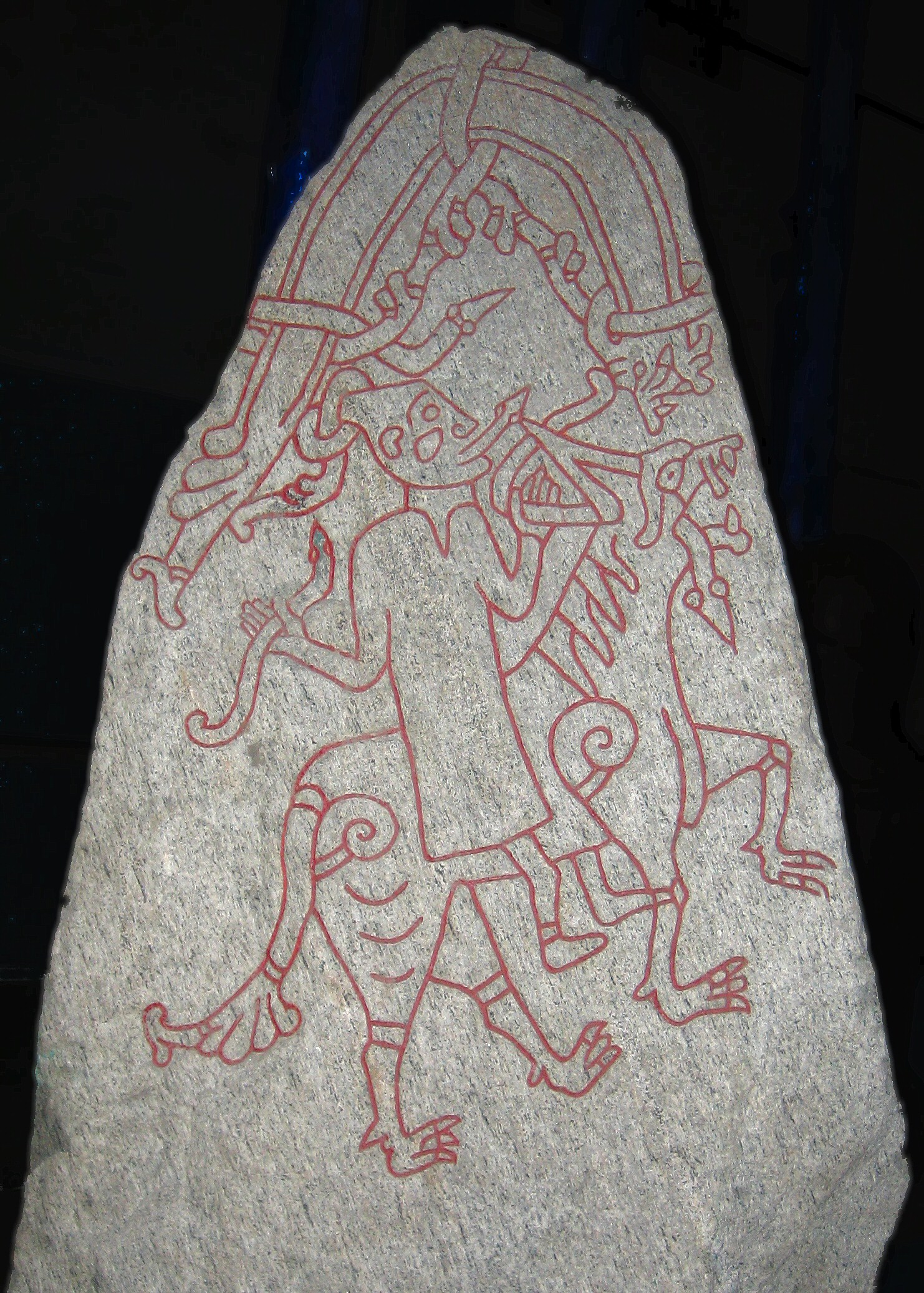
Bilden på DR 284, en vikingagtida bildsten ur Hunnestadsmonumentet i Skåne, har tolkats som Hyrrokkin ridande på en varg med ormar som tömmar.

Hyrrokkin ("den av elden hopskrumpna") är i nordisk mytologi en jättinna i Jotunheim, som i den Prosaiska Eddan av Snorre Sturlasson tillkallas när gudarna inte lyckas skjuta ut Balders dödsskepp Ringhorne i havet. De kallar då på Hyrrokkin, som kommer ridande på en varg med en huggorm som tygel. Hon skjuter med en gång ut skeppet, så att landet skälver. Det gör Tor rasande och han skulle ha krossat jättinnan om inte gudarna hade ingripit. 

| Ur: Snorres Edda (Guðni Jónsson) En æsirnir tóku lík Baldrs ok fluttu til sævar. Hringhorni hét skip Baldrs. Hann var allra skipa mestr. Hann vildu goðin fram setja ok gera þar á bálför Baldrs, en skipit gekk hvergi fram. Þá var sent í Jötunheima eftir gýgi þeiri, er Hyrrokkin hét. En er hon kom ok reið vargi ok hafði höggorm at taumum, þá hljóp hon af hestinum, en Óðinn kallaði til berserki fjóra at gæta hestsins, ok fengu þeir eigi haldit, nema þeir felldi hann. Þá gekk Hyrrokkin á framstafn nökkvans ok hratt fram í fyrsta viðbragði, svá at eldr hraut ór hlunnunum ok lönd öll skulfu. Þá varð Þórr reiðr ok greip hamarinn ok myndi þá brjóta höfuð hennar, áðr en goðin öll báðu henni friðar. |  | Ur: Snorres Edda (Björn Collinder) Men asarna togo Balders lik och förde det till stranden av havet. Hringhorne hette Balders skepp. Det var det största skepp, och det ville gudarna skjuta ut och ordna Balders bålfärd på det, men skeppet stod ej att rubba. Då skickade man bud till Jotunheim efter en jättinna som hette Hyrrokkin; men när hon kom ridande på en varg och hade en huggorm till tygel, då steg hon av hästen sin, och Odin ropade på fyra bärsärkar som skulle ta hand om hästen, men de kunde inte hålla honom förrän de fällde omkull honom. Då gick Hyrrokkin till skeppets framstam och sköt ut det i första taget, så att det stod eld om lunnorna och allt landet skalv. Då vart Tor vred och grep hammarn och skulle ha krossat huvudet på henne, om inte alla gudarna hade bett honom att skona henne. |  |

Hyrrokkin nämns även kort med namn i Skáldskaparmál samt i en lista över trollkvinnor skapad av en anonym skald. I dikten Húsdrápa, av Úlfr Uggason, finns en referens till Hyrrokkin, dock med kenningen fjalla Hildr (”högfjällets Hild”). Att skalden syftar på Hyrrokkin framgår av myten kring Balders likfärd som nämns i drapan.